# Tádzsik labdarúgó-szövetség
A tádzsik labdarúgó-szövetség (tádzsikul: Федератсияи футболи Тоҷикистон; magyar átírásban: Federatszija Futboli Todzsikiszton) Tádzsikisztán nemzeti labdarúgó-szövetsége. 1936-ban alapították. A szövetség szervezi a tádzsik labdarúgó-bajnokságot és a tádzsik kupát. Működteti a tádzsik labdarúgó-válogatottat valamint a tádzsik női labdarúgó-válogatottat. Székhelye Dusanbéban található.